# Integrals comuns en teoria quàntica de camps
Les integrals comunes en la teoria quàntica de camps són totes les variacions i generalitzacions de les integrals gaussianas al pla complex i a dimensions múltiples.  Altres integrals es poden aproximar mitjançant versions de la integral gaussiana. També es consideren integrals de Fourier.

## Variacions sobre una integral gaussiana simple

### Integral gaussiana
La primera integral, amb una àmplia aplicació fora de la teoria quàntica de camps, és la integral gaussiana.{\displaystyle G\equiv \int _{-\infty }^{\infty }e^{-{1 \over 2}x^{2}}\,dx}En física el factor 1/2 en l'argument de l'exponencial és comú.

### Integrals amb un terme lineal imaginari a l'argument de l'exponent
La integral{\displaystyle \int _{-\infty }^{\infty }\exp \left(-{1 \over 2}ax^{2}+iJx\right)dx=\left({2\pi  \over a}\right)^{1 \over 2}\exp \left(-{J^{2} \over 2a}\right)}és proporcional a la transformada de Fourier de la Gaussiana on J és la variable conjugada de x. Completant de nou el quadrat veiem que la transformada de Fourier d'un gaussià també és gaussiana, però en la variable conjugada. Com més gran a, més estret és el gaussià en x i més ample és el gaussià en J. Aquesta és una demostració del principi d'incertesa.
Aquesta integral també es coneix com la transformació Hubbard-Stratonovich utilitzada en la teoria de camps.

### Integrals amb un argument complex de l'exponent
La integral d'interès és (per a un exemple d'aplicació vegeu Relació entre l'equació de Schrödinger i la formulació de la integral del camí de la mecànica quàntica){\displaystyle \int _{-\infty }^{\infty }\exp \left({1 \over 2}iax^{2}+iJx\right)dx.}Ara suposem que a i J poden ser complexos.
Completant el quadrat{\displaystyle \left({1 \over 2}iax^{2}+iJx\right)={1 \over 2}ia\left(x^{2}+{2Jx \over a}+\left({J \over a}\right)^{2}-\left({J \over a}\right)^{2}\right)=-{1 \over 2}{a \over i}\left(x+{J \over a}\right)^{2}-{iJ^{2} \over 2a}.}Per analogia amb les integrals anteriors
{\displaystyle \int _{-\infty }^{\infty }\exp \left({1 \over 2}iax^{2}+iJx\right)dx=\left({2\pi i \over a}\right)^{1 \over 2}\exp \left({-iJ^{2} \over 2a}\right).}Aquest resultat és vàlid com a integració en el pla complex sempre que a sigui diferent de zero i tingui una part imaginària semipositiva. Vegeu la integral de Fresnel.

## Integrals gaussianes en dimensions superiors
Les integrals unidimensionals es poden generalitzar a múltiples dimensions.{\displaystyle \int \exp \left(-{\frac {1}{2}}x\cdot A\cdot x+J\cdot x\right)d^{n}x={\sqrt {\frac {(2\pi )^{n}}{\det A}}}\exp \left({1 \over 2}J\cdot A^{-1}\cdot J\right)}Aquí A és una matriu simètrica definida positiva real.
Aquesta integral es realitza mitjançant la diagonalització de A amb una transformació ortogonal{\displaystyle D=O^{-1}AO=O^{T}AO}on D és una matriu diagonal i O és una matriu ortogonal. Això desacobla les variables i permet que la integració es realitzi com n integracions unidimensionals.
Això s'il·lustra millor amb un exemple bidimensional.

### Exemple: Integració gaussiana simple en dues dimensions
La integral gaussiana en dues dimensions és{\displaystyle \int \exp \left(-{\frac {1}{2}}A_{ij}x^{i}x^{j}\right)d^{2}x={\sqrt {\frac {(2\pi )^{2}}{\det A}}}}on A és una matriu simètrica bidimensional amb components especificats com
{\displaystyle A={\begin{bmatrix}a&c\\c&b\end{bmatrix}}}i hem utilitzat la convenció de suma d'Einstein.
Fent els següents procediments:
- Diagonalitzar la matriu

- Valors propis d'A

- Vectors propis d'A

- Construcció de la matriu ortogonal

- Matriu diagonal

Les integracions ja es poden realitzar i queda:{\displaystyle {\begin{aligned}\int \exp \left(-{\frac {1}{2}}x^{\mathsf {T}}Ax\right)d^{2}x={}&\int \exp \left(-{\frac {1}{2}}\sum _{j=1}^{2}\lambda _{j}y_{j}^{2}\right)d^{2}y\\[1ex]={}&\prod _{j=1}^{2}\left({2\pi  \over \lambda _{j}}\right)^{1/2}\\={}&\left({(2\pi )^{2} \over \prod _{j=1}^{2}\lambda _{j}}\right)^{1/2}\\[1ex]={}&\left({(2\pi )^{2} \over \det {\left(O^{-1}AO\right)}}\right)^{1/2}\\[1ex]={}&\left({(2\pi )^{2} \over \det {\left(A\right)}}\right)^{1/2}\end{aligned}}}